# Quadro de medalhas dos Jogos Parapan-Americanos de 2023
O quadro de medalhas dos Jogos Parapan-Americanos de 2023 é uma lista que classifica os Comitês Paralímpicos Nacionais (CPN) das Américas de acordo com o número de medalhas (ouro, prata e bronze) conquistadas nos jogos realizados em Santiago, no Chile.

## O quadro
País sede destacado.
| Ordem | País                     | Medalha de ouro | Medalha de prata | Medalha de bronze |       |
| ----- | ------------------------ | --------------- | ---------------- | ----------------- | ----- |
| 1     | BRA Brasil               | 156             | 98               | 89                | 343   |
| 2     | USA Estados Unidos       | 55              | 58               | 53                | 166   |
| 3     | COL Colômbia             | 50              | 58               | 53                | 161   |
| 4     | MEX México               | 29              | 46               | 50                | 125   |
| 5     | ARG Argentina            | 25              | 36               | 52                | 113   |
| 6     | CHI Chile                | 16              | 20               | 15                | 51    |
| 7     | CUB Cuba                 | 12              | 8                | 15                | 35    |
| 8     | CAN Canadá               | 9               | 15               | 28                | 52    |
| 9     | ECU Equador              | 7               | 7                | 5                 | 19    |
| 10    | VEN Venezuela            | 6               | 12               | 16                | 34    |
| 11    | PER Peru                 | 6               | 9                | 16                | 34    |
| 12    | CRC Costa Rica           | 4               | 5                | 3                 | 12    |
| 13    | BER Bermudas             | 1               | 1                |                   | 2     |
|       | ESA El Salvador          | 1               | 1                |                   | 2     |
| 15    | TTO Trinidad e Tobago    | 1               |                  |                   | 1     |
| 16    | DOM República Dominicana |                 | 3                | 5                 | 8     |
| 17    | URU Uruguai              |                 | 1                | 1                 | 2     |
| 18    | PAN Panamá               |                 | 1                |                   | 1     |
| 19    | ARU Aruba                |                 |                  | 1                 | 1     |
|       | GUA Guatemala            |                 |                  | 1                 | 1     |
|       | PUR Porto Rico           |                 |                  | 1                 | 1     |
| TOTAL | TOTAL                    | 378             | 379              | 407               | 1 164 |